# زیردریایی

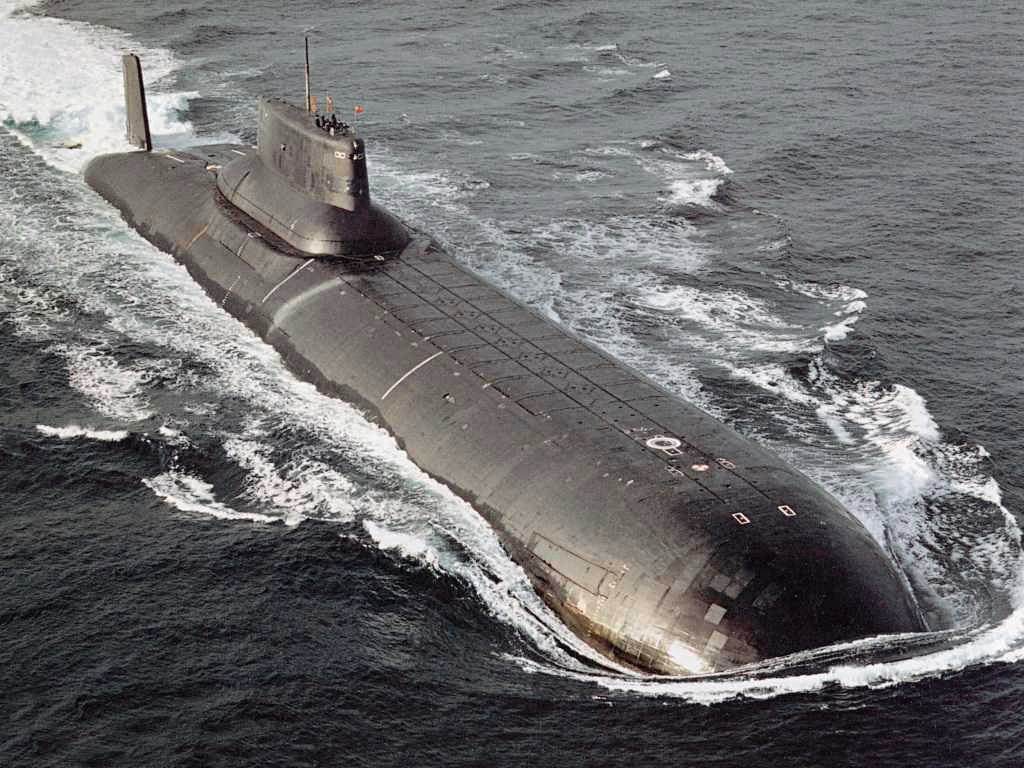
یک زیردریایی کلاس تایفون

زیردریایی یک وسیلهٔ نقلیه شناور  که می‌تواند در زیر سطح آب حرکت کند و به ژرفاهایی برسد که غواصان به آن دسترسی ندارند.
زیردریایی ممکن است از نوع غیرنظامی (علمی یا گردشگری) باشد یا از نوع نظامی. زیردریایی‌های نظامی با زرادخانه‌ای از جنگ‌افزارها به ویژه اژدر و موشک مسلح شده‌اند. پیشرفت بزرگ در ساخت زیردریایی‌ها معرفی انرژی هسته‌ای به این عرصه بود که باعث شده تا شعاع عمل زیردریایی‌های هسته‌ای به‌طور قابل توجهی افزایش پیدا کند.
زیردریایی‌های هسته‌ای با داشتن برق کافی برای ایجاد اکسیژن از الکترولیز آب دریا دیگر نیاز به بالا آمدن منظم و مکرر به سطح آب را ندارند و بنابراین بدون نیاز به سوخت‌گیری قادرند تقریباً به‌طور نامحدود در زیر آب دریا بمانند. تنها محدودیت تأمین تجهیزات مصرفی خدمه همچون مواد غذایی، آب شیرین و لوازم بهداشتی و غیره است.
انرژی هسته‌ای گران است و بنابراین ارائه و کاربرد آن تنها برای زیردریایی‌های نظامی محفوظ است.
بدنه زیردریایی‌ها دارای چند حفره طولی است که می‌تواند با هوا یا آب پر شود. برای فرورفتن در آب مخازنی را در بدنه با آب پر می‌کنند و برای بازگشت به سطح آب، از گاز هلیم که در مخازن تحت فشار قرار دارد رها شده و مخازن را پر از هوا می‌کند. پروانه‌های زیردریایی توسط هواپیماهای آب‌نشین به بدنه وصل می‌شوند.

## تاریخچه ساخت زیردریایی‌ها
در زیردریایی‌های اولیه از نیروی دست برای حرکت دادن زیر دریایی در اعماق کمک گرفته می‌شد. در سال ۱۶۲۰ شخص بنام ون دربل اولین زیردریایی را ساخت که می‌توانست در عمق ۴٫۵ متری حرکت کند. حجم داخل این زیردریایی بسیار کم بود، بطوری‌که فقط یک نفر می‌توانست داخل آن قرار گیرد و برای حرکت دادن آن در عمق به یک فرد بسیار نیرومند نیاز بود تا بتواند پره‌های جلو و فوقانی را بچرخاند. در حدود سال ۱۷۷۰، دیود باشنل زیردریایی را طراحی کرد که می‌توانست به کمک دست و پدال‌های پایی حرکت کند.
حدود ۳۰ سال بعد رابرت فولتن، زیردریایی دیگری ساخت که ۳ نفر گنجایش داشت و برای اولین بار، بالهایی برای تنظیم عمق در زیردریایی تعبیه شد. فولتن سپس تلاش کرد تا زیردریایی دیگری با موتور بخار بسازد. مشکل طراحی این موتورها در آن بود که در زیر آب اکسیژن نبود؛ بنابراین موتوری طراحی شد که ابتدا آب در سطح آب داخل مخزنی با موتور دیزل (با سوخت گازوئیل) داغ و تبدیل به بخار می‌شد، سپس موتور خاموش می‌شد و زیردریایی به داخل آب شیرجه می‌زد و تا وقتی که بخار داخل مخزن سرد نشده بود، زیردریایی می‌توانست با موتور بخار در عمق دریا حرکت کند.
در سال ۱۸۶۰ زیردریایی دیگری طراحی شد که به‌طور کامل زیر آب نمی‌رفت و از طریق لوله‌ای که به سطح آب راه داشت، اکسیژن را برای سوخت موتور به داخل زیردریایی مکش می‌کرد. در سال ۱۹۰۴ اولین زیردریایی که با موتور دیزل - الکتریکی کار می‌کرد، در فرانسه ساخته شد. موتورهای دیزل در سطح آب، باتری‌های الکتریکی را شارژ می‌کردند و سپس زیردریایی در آب فرومی‌رفت. در این هنگام موتور دیزل خاموش می‌شد و موتور الکتریکی به کمک باتری‌های شارژ شده، زیردریایی را حرکت می‌داد.

## پیشینه کاربرد
زیردریایی برای نخستین بار در زمان جنگ داخلی آمریکا استفاده شد. در جنگ‌های جهانی اول و دوم به ویژه جنگ جهانی دوم نبرد زیردریایی‌ها یکی از ویژه‌ترین نبردهای آن جنگ شمرده می‌شود.
در دوران جنگ سرد آمریکا و اتحاد جماهیر شوروی هر کدام روی به ساخت زیر دریایی اتمی‌کردند. این زیر دریایی‌ها توانایی ترابری و شلیک موشک‌های بین قاره‌ای با کلاهک هسته‌ای دارند. نام زیر دریایی هسته‌ای بخاطر داشتن موتور با سوخت هسته‌ای است که این زیر دریایی‌ها را از سوخت‌گیری دوباره بی‌نیاز می‌کند. کشورهای انگلیس و فرانسه و جمهوری خلق چین نیز دارای این زیر دریایی می‌باشند و به تازگی هند با خرید دو فروند زیر دریایی هسته‌ای از روسیه به جمع کشورهای دارای این زیر دریایی پیوسته‌است.
نوع قدیمی‌تر زیر دریایی‌ها، زیردریایی با موتور دیزل است. این نوع زیر دریایی نمی‌تواند مدت زیادی در زیر آب بماند چرا که برای کار به هوا نیاز دارد و معمولاً استفاده از موتور دیزل در زیر دریایی‌ها محدود به حرکت در سطح دریا یا تأمین برق مورد نیاز موتورهای الکتریکی زیردریایی است. ایران نیز با خرید مدل نهنگ از روسیه و ساخت آن با استفاده از مهندسی معکوس این نمونه به فناوری ساخت آن دست یافته‌است. کشورهای زیادی از جمله هلند، آلمان، کشورهای اسکاندیناوی، مصر و اسرائیل دارای این کلاس زیر دریایی هستند.
کلاس آخر زیر دریایی‌های عملیاتی هستند که بعد از جنگ جهانی دوم کمتر ساخته یا از آن بهره‌برداری شده. این زیر دریایی‌ها کوچک و بیشتر برای عملیات واکنش سریع یا در آب‌های کم ژرفا بهره‌برداری می‌شوند. در جنگ جهانی دوم ژاپن با بهره‌گیری از این گونه زیر دریایی به بندر پرل هاربر در خشکچه‌های هاوایی آمریکا پاتک زد.

## کاربردهای نظامی
تا قبل و در طی جنگ جهانی دوم از زیردریایی‌ها بیشتر برای حمله به شناورهای سطحی استفاده می‌شد. به خصوص حمله به کشتی‌های باربری انگلستان یا از کار انداختن مسیرهای پشتیبانی دریایی ژاپن. برای این منظور زیردریایی‌ها از اژدرها و همچنین توپهایی که داشتند استفاده می‌کردند.
زیر دریایی‌های مین‌گذار از اوایل قرن بیستم ساخته شده و در هر دو جنگ جهانی به کار رفتند. همچنین از زیردریایی در عملیاتهای جاسوسی برای پیاده کردن تجهیزات و پرسنل در سواحل دشمن استفاده می‌شد. از زیردریایی در عملیاتهای نجات نیز به خصوص در حملات وسیع جزیره‌ای استفاده شد.
زیردریایی‌ها در آن زیر دریایی ها توان حمله به سایر زیردریایی‌ها را نداشتند. بعد از جنگ جهانی دوم با پیشرفت‌هایی که در فناوری‌های مربوط به اژدرها، سونار و پیشرانه هسته‌ای توان مقابله با زیردریایی‌های دیگر را به دست آوردند.
توسعه موشکهای هسته‌ای قابل پرتاب از زیردریایی و موشک‌های کروز قابل پرتاب از زیردریایی توان حمله در بردهای بالا به اهداف زمینی و دریایی را به زیردریایی‌های امروزی داد.
برتری زیردریایی در نبرد توان آن در مخفی شدن در اعماق آب است. این توان با خاصیت رسانایی صوتی آب و توسط سیستم‌های سونار قابل خنثی شدن است. مدرن‌ترین زیردریایی‌ها برای رفع این نقص دارای خصوصیت ناپیدایی هستند. سیستم‌های پیشرانه پیشرفته، اقدامات و سامانه‌های کاهش صوت برای این مقصود به کار رفته و از این‌ رو یافتن و حمله به یک زیردریایی پیشرفته نیازمند شگردهای خاصی است. در سامانه‌های سونار فعال از فرستادن امواج صوتی و تحلیل انعکاس آن برای یافتن دشمن استفاده می‌شود که از جنگ جهانی دوم چنین سیستم‌هایی به کار می‌رفت. اشکال این سونار آشکار کردن محل فرستنده‌است.
یک زیردریایی تهدیدی جدی برای کشتیرانی طرف درگیر می‌باشد. به این معنا که رقیب برای مقابله با آن مجبور به استفاده از امکانات و کشتی‌های خود در پهنه وسیع دریا برای شناسایی و خنثی سازی آن اقدام و تمامی کشتی‌های خود را به اسکورتهای ضد زیردریایی مجهز کند.

## آخرین دستاوردها
در سال ۲۰۱۳ زیردریایی جدید روسیه از نوع زیردریایی هسته‌ای و با نام زیردریایی یوری دولگوروکی، توسط نیروی دریایی روسیه راه اندازی شد. این زیر دریایی شامل یک محفظه فرار است. هنگامی که بدنه زیردریایی می‌شکند، خدمه می‌توانند خود را نجات داده و از خطر فرار کنند.